# Jean-Pierre Bosser (football)
Pour les articles homonymes, voir Jean-Pierre Bosser et Bosser.
Jean-Pierre Bosser est un footballeur français né le 22 mars 1960 à Quimper. Il évoluait au poste de défenseur.

## Biographie
Il est le joueur ayant disputé le plus de matchs de Division 1 avec Brest.
Le 8 février 1986, il marque un but de 60 mètres contre Toulon alors que le gardien adverse Pascal Olmeta était remonté au milieu de terrain.
Il termine sa carrière en tant qu'entraîneur-joueur dans plusieurs clubs bretons. Il entraîne ainsi Le Guilvinec, Crozon (quatre montées successives de PH à DH), Pont-l'Abbé, Coray, Plozévet, Landudec.
En juin 2011, il devient entraîneur des Marcassins de Trégoat. 
Après une saison et demie à la tête des Marcassins, il rejoint le Saint-Denis FC après avoir un signé un contrat du 1er février au 31 décembre 2013,. Mais cette expérience se solde par un échec avec la relégation du club en deuxième division réunionnaise. 